# Naturgødning
Naturgødning er gødning, som udelukkende består af stoffer, der er dannet ved levende organismers stofskifte. Ordet siger altså intet om, hvad der i gødningen, men derimod hvad der ikke er i den, nemlig stoffer, som er skabt i laboratorier eller industrivirksomheder.
Naturgødning har en kraftig og gunstig virkning på den jord, som modtager den. Denne virkning var så påfaldende, at én af den organiske kemis fædre, Justus von Liebig, i midten af det 19. århundrede satte sig for at finde ud af, hvad det egentlig er ved naturgødning, som har den virkning. I 1840 var han nået så langt, at han kunne formulere minimumsloven for planters næringsbehov. Hans resultater førte på kort tid frem til den viden, vi har i dag om næringsstoffer. De førte også frem til opskrifter på fremstilling af kunstgødning, som siden har vundet så stort indpas, at visse typer naturgødning (f.eks. gylle) mest af alt betragtes som et affaldsprodukt i stedet for en ressource.
Den store og afgørende forskel på naturgødning og kunstgødning er altså ikke indholdet af næringsstoffer, for de findes begge steder. I kunstgødningen er de til rådighed i helt præcist angivne mængder (NPK 14-4-17 indeholder f.eks. henholdsvis 14% kvælstof (N), 4% fosfor (P) og 17% kalium (K)), hvad der gør dosering af gødningen meget enkel. I naturgødningen svinger mængderne af næringsstoffer alt efter, hvilken type gødning det er, hvordan den har været opbevaret, og hvordan den bliver fordelt på jordstykket.
Forskellen skyldes, at naturgødning – ud over næringsstoffer – også indeholder store mængder af organisk stof. Dette stof er ikke nedbrudt fuldstændigt og virker derfor som "mad" for jordbundsorganismerne. Ved at gøde med naturgødning tilfører man altså planterne næringsstoffer og jordbundsorganismerne føde. Det sidste bidrager til at fastholde og udbygge biodiversiteten i jorden, hvad der gavner planternes sundhed og trivsel. Dette kan ikke opnås med kunstgødning.

## Forskellige naturgødninger
- Møg
- Ajle
- Gylle
- Tang
- Kompost
- Guano

## Billedserie
- Udbringning af ajle (urin)
- Mødding
- Markmødding
- Varm kompostbunke
- Halvt omsat kompost – et jordforbedringsmiddel
- Grøngødskning med lucerne